# Egineta
|  | «Egineta» també és el gentilici de l'illa d'Egina |

Egineta (en grec antic: Αἰγινήτης, llatí: Aegineta) va ser un escultor modelador (fictor) de l'antiga Grècia esmentat per Plini el Vell a la Naturalis Historia.
Egineta era germà del destacat pintor Pàsies, deixeble d'Erígon, qui, segons Plutarc, va ser deixeble de Nealces; com que Nealces era amic d'Arat de Sició, que va ser elegit estrateg de la Lliga Aquea l'any 243 aC, això indicaria que Egineta i el seu germà Pàsies van florir cap a l'any 220 aC. No obstant això, hi ha autors que afirmen que el terme «Egineta» no fa referència al nom d'un escultor sinó a la nacionalitat ('natural de l'illa d'Egina') d'un altre artista, com ara Pàsies.